# زجاج الغابات

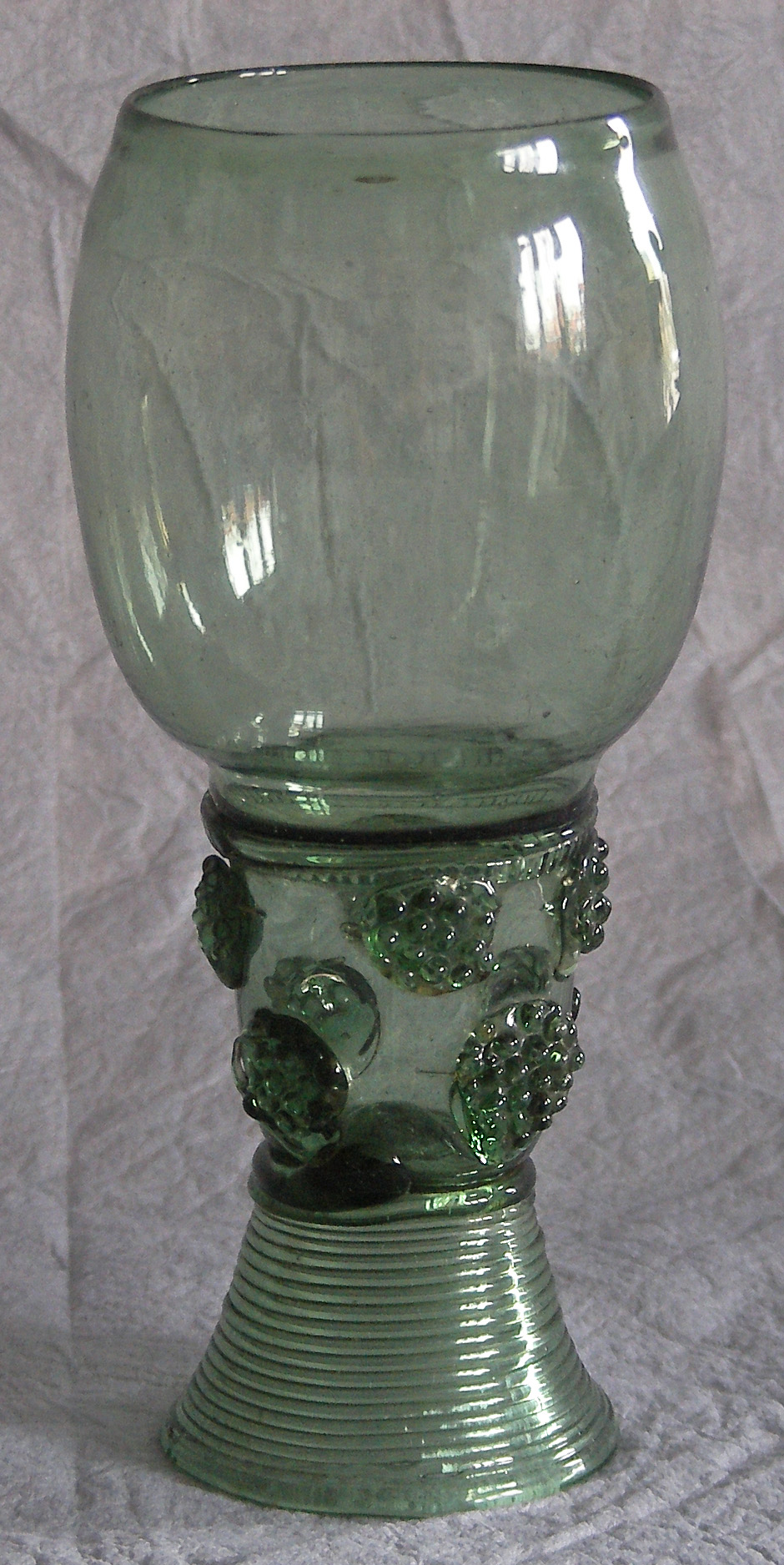
كوب زجاجي ألماني من القرن السابع عشر الميلادي.

زجاج الغابات هو زجاج أنتج في وسط وشمال غرب أوروبا بين سنتي 1000-1700 م باستخدام رماد الخشب والرمال كمادة خام أساسية، وتم تصنيعها في مصانع في مناطق الغابات عُرفت باسم «بيوت الزجاج». تميز زجاج الغابات بألوانه الصفراء التي تميل إلى الخُضرة، والتي كانت في البداية ذات جودة سيئة وتصميم بدائي، ويستخدم في صناعة الأواني، ثم استخدم في صنع الزجاج المعشق المستخدم كنوافذ للكنائس. اختلف زجاج الغابات تمامًا من حيث تركيبه وطريقة صناعته عن الزجاج الروماني وما قبل الروماني الذي تركّز صنعه في منطقة البحر المتوسط، وكذلك عن معاصره الزجاج الإسلامي الذي كان يُصنع في الشرق.

## التاريخ
خلال فترة حكم الإمبراطورية الرومانية، كانت خامات الزجاج وطرق صناعته في شمال أوروبا تتم وفق طرق صناعة الزجاج الروماني، باستخدام النطرون كمادة خام. ولقرون عديدة منذ سقوط الإمبراطورية الرومانية الغربية حوالي سنة 450 م، اعتمدت معظم صناعة الزجاج على إعادة تدوير الزجاج الروماني . ومع صعود الإمبراطورية الكارولنجية في شمال غرب أوروبا حوالي سنة 800 م، زاد الطلب على الزجاج، ولكن نظرًا للمشاكل التي كانت لتلك الإمبراطورية مع المسلمين، ورغبة الكارولنجيين الانعزال عن الثقافة الإسلامية (الذين كان لديهم صناعة للزجاج عالي الجودة)، لجأ الكارولنجيون إلى تجربة مواد خام جديدة، وتطوير تقنية جديدة تمامًا لصنع الزجاج. تأسس عدد من بيوت الزجاج في وسط وغرب أوروبا، خاصة في جبال ألمانيا. وهناك دلائل على أن بيوت الزجاج كانت مكانًا لصناعة المواد الخام الأولية، ومكانًا لصناعة الزجاج نفسه.

## بنية الزجاج

صورة للبنية الداخلية للزجاج

صنع الزجاج من خامته الأولية أو بتدوير نفايات الزجاج، وهو يتكون من أربعة عناصر أساسية:
1. السيليكا التي تشكل مصفوفة الذرات الأساسية في بنية الزجاج،[4] والتي كانت تضاف قديمًا في صورة كوارتز مسحوق، ثم كرمال في عصر الرومان.[5]
2. مادة قلوية صهارة لتخفيض درجة انصهار السيليكا. قديمًا، كانت كربونات الصوديوم تستخرج من النباتات الغنية بالصوديوم التي كانت تنمو في المناطق القاحلة في شرق المتوسط. وفي عصر الرومان، استخدموا النطرون المستخرج من وادي النطرون في مصر. ثم استخدم المسلمون رماد النباتات الغنية بالصوديم،[6] أما في شمال أوروبا، فاستخدم رماد الخشب للحصول على البوتاس كمادة صهارة، كما استخدموا أكسيد الكالسيوم كمادة صهارة.[4]
3. مادة مُثبّتة لمنع ذوبانية الزجاج في الماء، وزيادة مقاومته للتآكل، فكانوا يضيفون الجير، وأحيانًا أكسيد الألومنيوم وأكسيد المغنسيوم،[4] والتي كان يتواجد بعضها بنسب مختلفة في الرمال.
4. مادة ملونة أو معتّمة، تأتي عادة طبيعيًا من الشوائب في المادة الخام، أهمها الحديد والنحاس والكوبالت والمنغنيز والقصدير والإثمد والرصاص. أما عتمة الزجاج، فكانت تأتي من الفقاعات التي في الزجاج، أو من العناصر المُعتّمة كالقصدير أو الأنتيمون. كان يمكن التحكم في اللون ودرجة عتمة الزجاج من خلال درجة الحرارة وضبط ظروف تفاعلات الأكسدة والاختزال في الفرن.[6][7]